# 巴特奥尔布
巴特奥尔布（德語：Bad Orb，發音：[baːt ˈɔʁp] ⓘ）是德国黑森州达姆施塔特行政区美因-金齐希县的城市，面积47.75平方千米，2023年12月31日人口为10,759人。